# Sint-Jozefkerk (Someren-Heide)

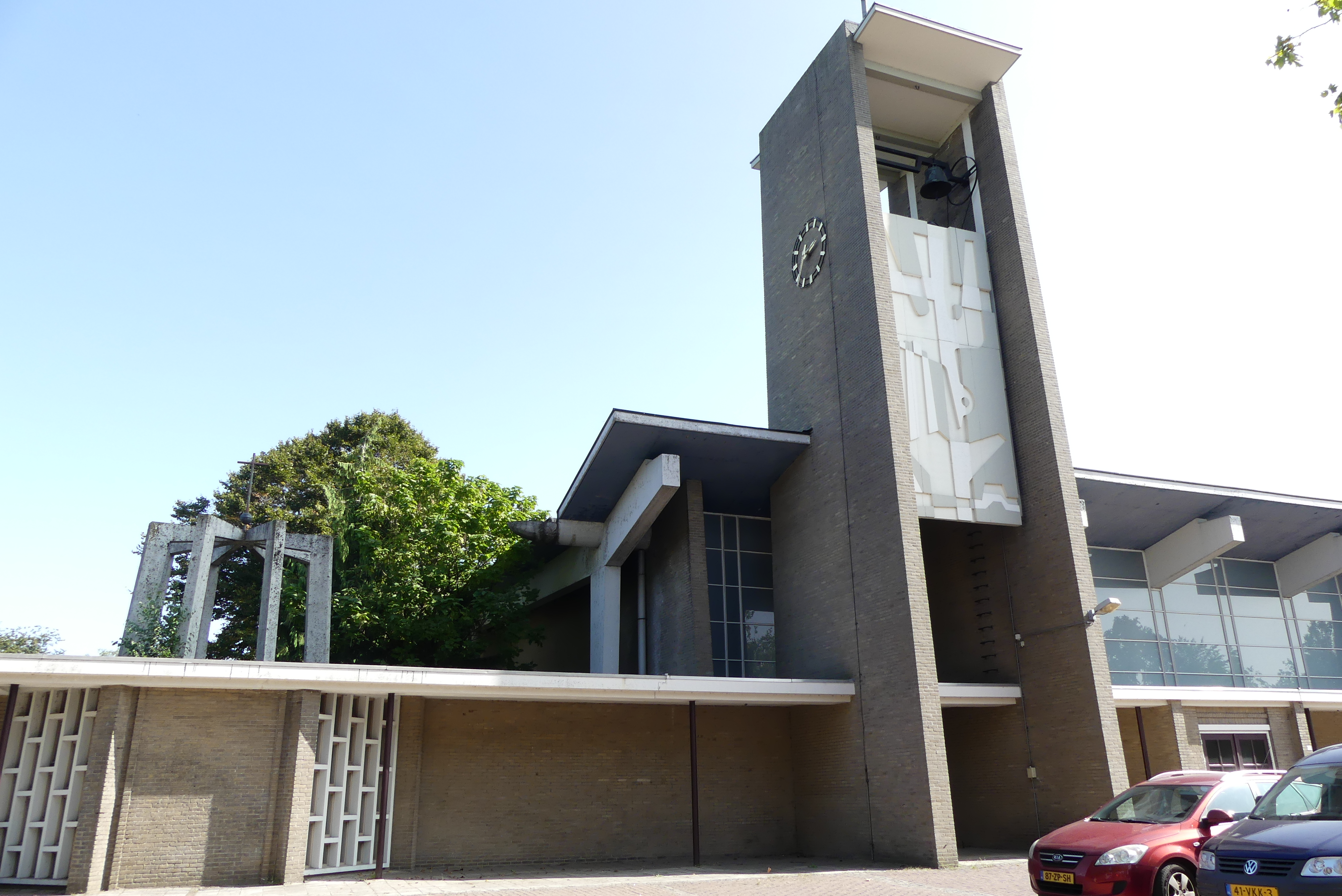

De Sint-Jozefkerk is de parochiekerk van het tot de Nederlandse gemeente Someren behorende dorp Someren-Heide, gelegen aan Kerkendijk 99.
Deze kerk werd gebouwd in 1961 naar ontwerp van de architecten Oskam en Geenen. De kerk, op rechthoekige plattegrond, werd uitgevoerd in modernistische stijl, waarbij baksteen en betonspanten als belangrijkste materialen werden gebruikt. De kerk bevat grote glazen vensters en heeft een open klokkentoren. Links van de kerkzaal is nog een kapel.
De kerk bevindt zich op een kerkplein en is ingebed in een parkachtige omgeving. Op enige afstand achter de kerk bevindt zich de begraafplaats. Links van de kerk is de basisschool die eveneens aan Sint-Jozef is gewijd.

## Einde
Op 3 juni 2018 werd bekend gemaakt dat deze kerk op 24 september 2018 gaat sluiten. Als reden wordt het teruglopend aantal kerkbezoekers genoemd, de vermindering van het pastoraal team, en de slechte staat van het gebouw die groot onderhoud noodzakelijk maakt. De kerk is beschermd als gemeentelijk monument en vormt een centraal punt vormt in het dorp.
De kerk wordt omgebouwd tot appartementencomplex.

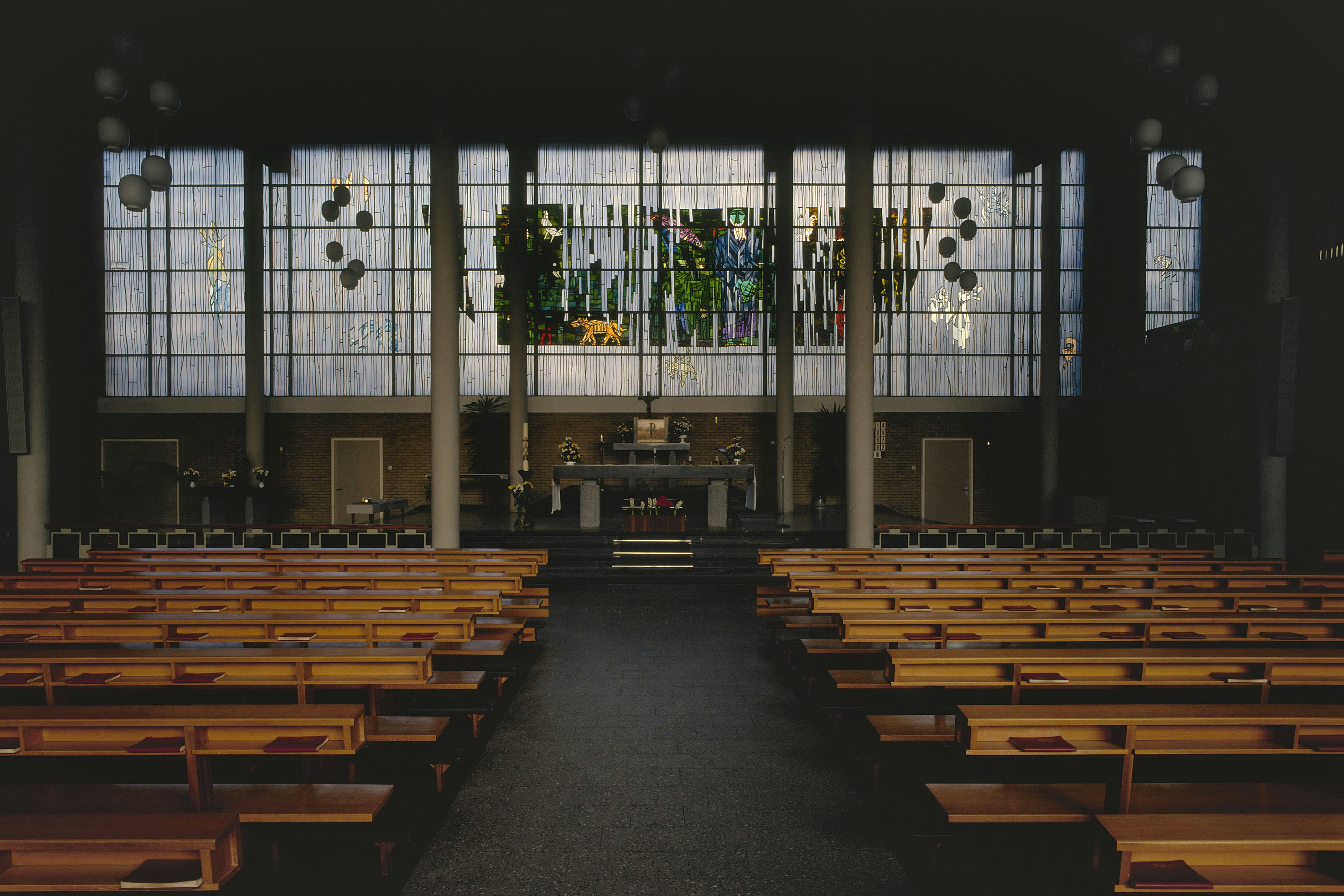
Interieur, met glas-in-loodraam
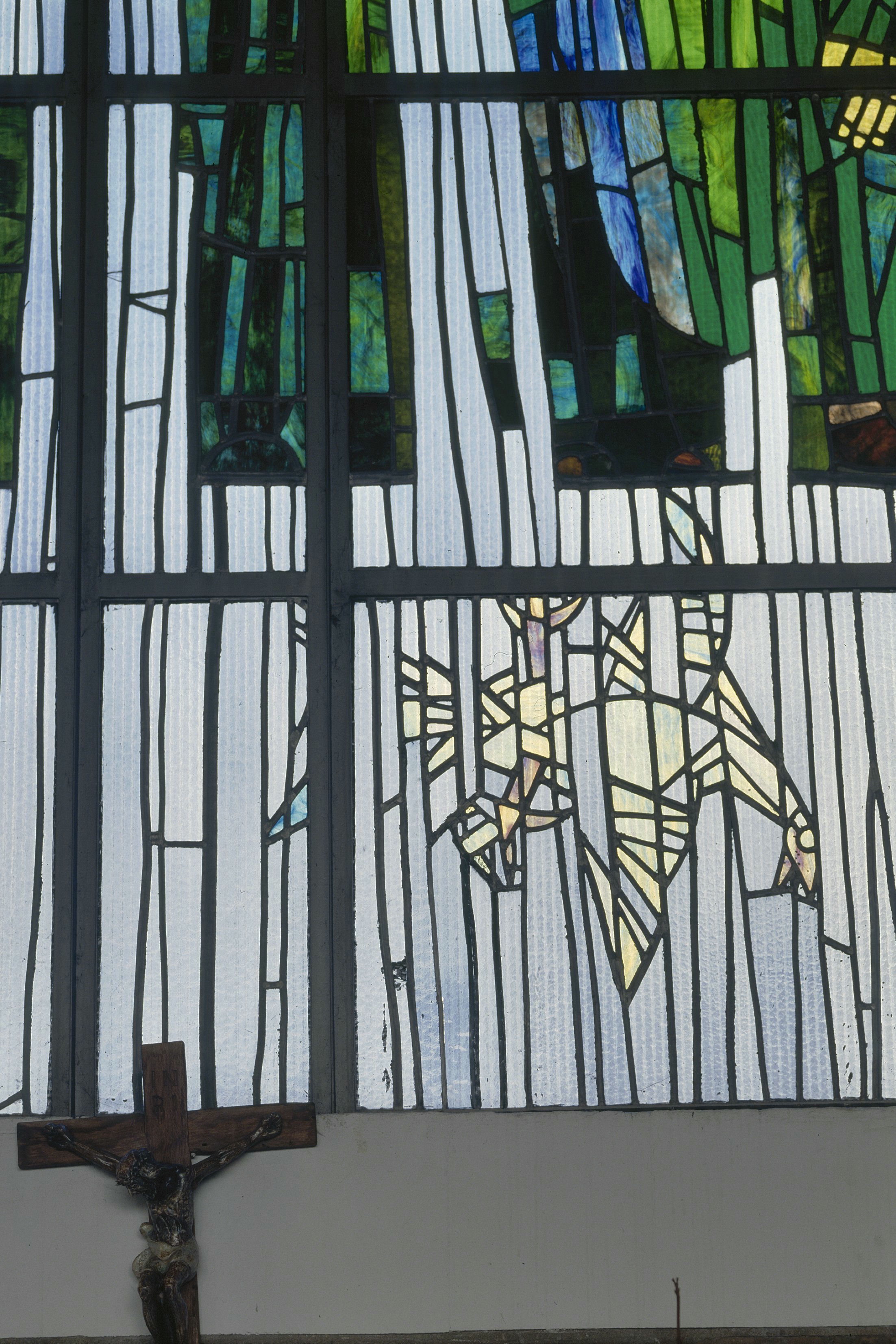
Detail van het glas-in-loodraam